# Rožmberk (hrad)
Rožmberk (německy Rosenberg) je hrad v Rožmberku nad Vltavou v okrese Český Krumlov, v Jihočeském kraji. V současné době je ve vlastnictví státu a je spravován Národním památkovým ústavem. Je zpřístupněný veřejnosti. Je chráněn jako národní kulturní památka České republiky.
Hrad před polovinou třináctého století založil Vok I. z Rožmberka a jeho potomkům patřil s krátkými obdobími zástav až do roku 1611. Od čtrnáctého století se hlavním sídlem pánů z Rožmberka stal Český Krumlov, ale Rožmberk byl přesto udržován a rozšiřován. Ve druhé polovině patnáctého století byl hrad dvakrát dobyt, ale Rožmberkové jej v obou případech brzy získali zpět. Na přelomu šestnáctého a sedmnáctého století byl zchátralý hrad přestavěn na renesanční zámek.
V době před třicetiletou válkou Rožmberk krátce drželi páni ze Švamberka, ale během stavovského povstání o něj přišli a novými vlastníky se stali Buquoyové. Ani pro ně Rožmberk nebyl hlavním sídlem, ale Jiří Jan Jindřich Buquoy nechal v polovině devatenáctého století Dolní zámek novogoticky přestavět a výrazně rozšířil také budovy Horního hradu.

## Historie

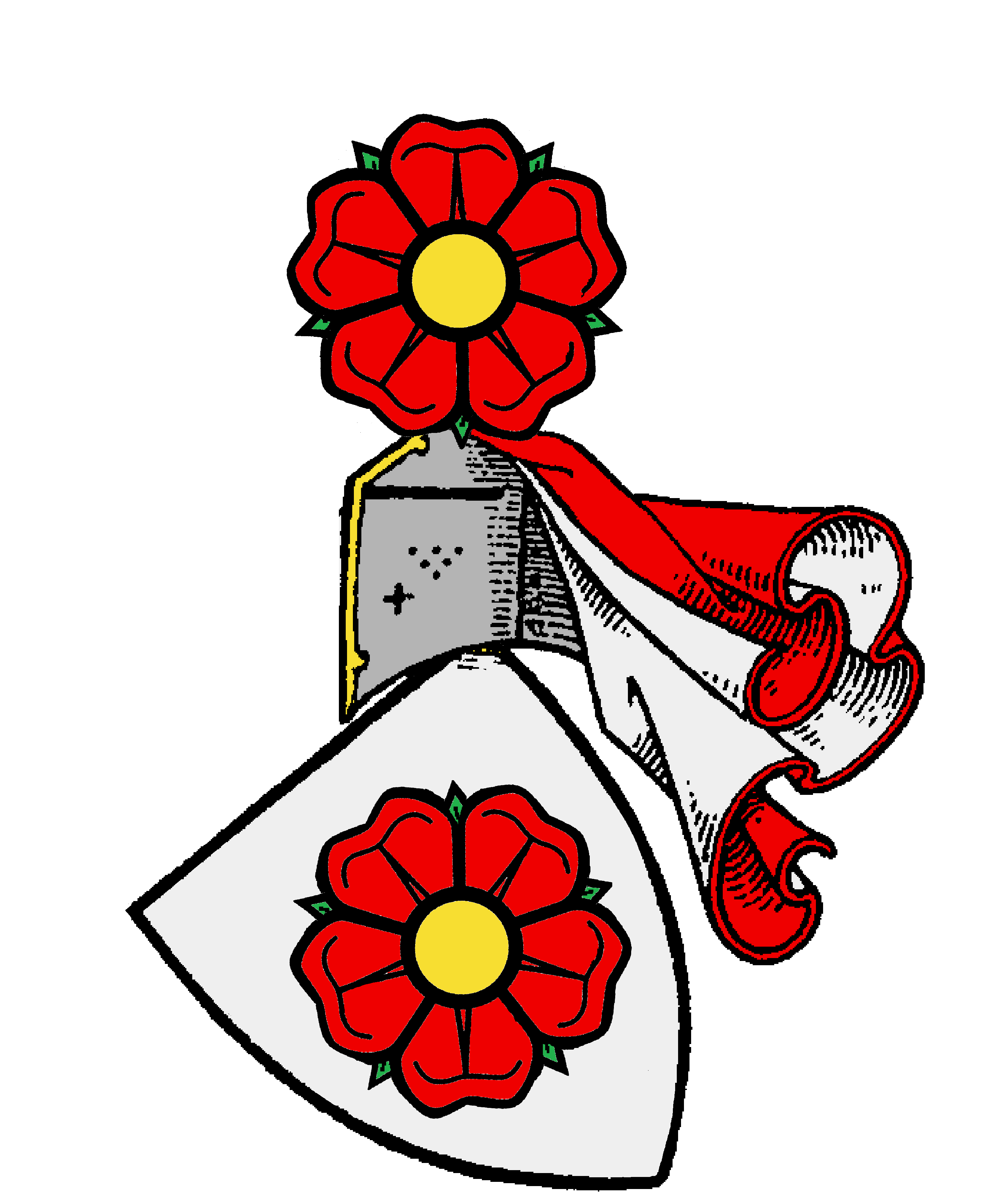
Erb pánů z Rožmberka

První písemná zmínka o hradu pochází z roku 1250 a nachází se v přídomku svého zakladatele Voka z Rožmberka. Rožmberské panství se výrazně zmenšilo v roce 1259 poté, co Vok založil vyšebrodský klášter a velkou část svého majetku mu daroval. V roce 1262 Rožmberk zdědil Vokův starší syn Jindřich I. z Rožmberka. Hrad jeho sídlem zůstal až do roku 1302, kdy po pánech z Krumlova zdědil Český Krumlov a učinil z něj hlavní rodové sídlo. Úřad rožmberského purkrabího za Jindřicha vykonával Benata z Větřní připomínaný v letech 1272–1281, kterého později vystřídal syn Václav z Větřní, jenž byl ve funkci až do roku 1315.
Rožmberk sice přestal být hlavním sídlem, ale přesto byl nadále udržován a rozšiřován. Jindřich I. zemřel v roce 1310 a hlavou rodu se stal Petr I. z Rožmberka († 1347). Po něm rozsáhlý majetek, ke kterému patřily kromě Českého Krumlova a Rožmberka také Třeboň, Poděhusy, Bavorov a další statky, zdědili synové Petr II., Jošt I., Jan I. a Oldřich I. Bratři své statky spravovali společně v nedílu. I za nich na hradě působili purkrabí, který byli mimo jiné Markvart z Pořešína (nejspíše v období 1360–1375) a později Jindřich ze Svržna (1388). Z bratrů žil nejdéle Oldřich, po němž se rožmberským pánem stal roku 1390 jeho jediný syn Jindřich III. z Rožmberka. Při řešení jeho pozůstalosti v roce 1412 byli mezi purkrabími rožmberských hradů uvedeni Bohuslav z Petrovic („purkrabí na větším hradě“) a Petr z Mladotic „na druhém hradě“. Poručníkem nezletilých Jindřichových dětí se stal Čeněk z Vartenberka.

### Patnácté století
Mladý Oldřich II. z Rožmberka, otec Perchty z Rožmberka (spojované s Bílou paní), pod Čeňkovým vlivem zpočátku sympatizoval s husity, ale po založení Tábora na hranicích romžberských držav se vrátil ke katolictví a podporoval krále Zikmunda. Po neúspěšném obléhání Tábora nechal Oldřich zajmout všechny husitské kněze ze svých panství a část jich věznil na Rožmberku. Výdaje spojené s vydržováním vojska a hradních posádek během husitských válek byly velmi vysoké. Výnosy z rožmberských panství k jejich úhradě nestačily, a proto si Oldřich vypůjčil 4 000 kop grošů od Reinprechta z Walsee. Roku 1420 mu proto Rožmberk i s městem a církevními klenoty dal do zástavy. Nový držitel hradu sjednotil oba purkrabské úřady do jednoho. I nadále však pokračovaly konflikty s okolní husitskou šlechtou, jejímž hlavním představitelem se stal vladyka Jan Smil z Křemže. Boje omezila jen dvě příměří uzavřená 10. září 1424 a 6. srpna 1425. Obě měla platit do svátku svatého Havla. Rožmberským purkrabím byl v roce 1425 Jan z Mezipotočí.

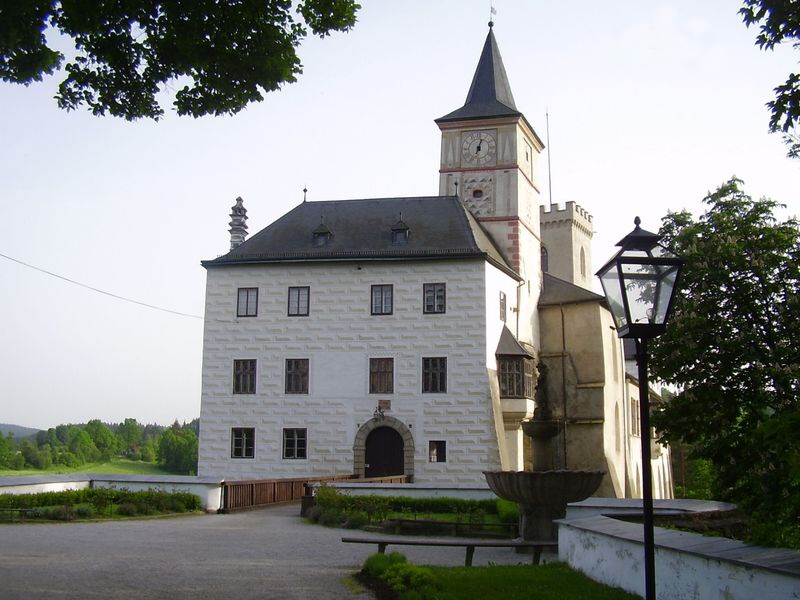
Vstupní průčelí Dolního hradu

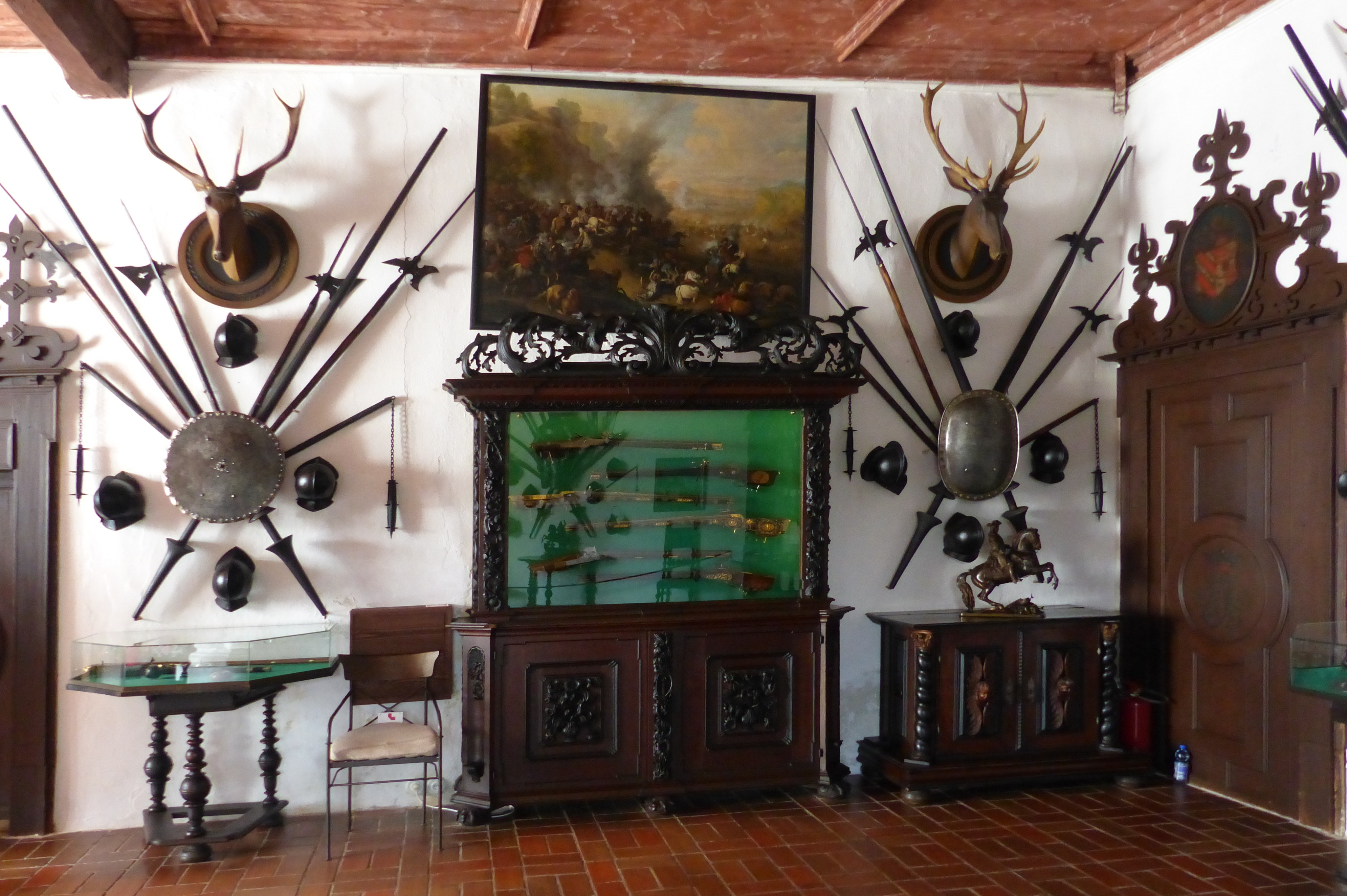
Zbrojnice

Hrad ze zástavy vyplatili Oldřichovi synové Jošt II., Jan II. a Jindřich IV. z Rožmberka dne 24. dubna 1456. Vladařem domu rožmberského se stal nejstarší Jindřich, ale už v roce 1457 zemřel, a správa rodového majetku tak připadla Janovi II. Na hradě však měla zapsané věno Jindřichova vdova Anežka ze Schaunbergu, na které po její smrti uplatňoval nárok její druhý manžel hrabě Michal z Hardegu. Jednání o vrácení hradu trvala až do roku 1462, a už o dva roky později Jan II. Rožmberk zastavil Janu Popelovi z Lobkovic, jehož purkrabím se stal Buzek z Velhartic.
V té době probíhaly boje mezi českou šlechtou a králem Jiřím z Poděbrad. Jan II. i Jan Popel z Lobkovic oba zprvu krále podporovali, a Janovo panství proto plenil Zdeněk ze Šternberka. Jan II. se však postupně od krále odkláněl a Zdeněk proto zaměřil svou pozornost na Rožmberk, který představoval jeden z mála králových opěrných bodů na jihu Čech. V říjnu 1467 proto Rožmberk oblehl, ale kníže Jindřich Minsterberský se svým vojskem hrad osvobodil. Zdeňkovi se hrad podařilo zradou dobýt až 9. ledna 1469, Jana Popela se synem Děpoltem zajmout a uvěznit v Českém Krumlově. Zdeněk potom Rožmberk za určitou sumu peněz Janovi II. přenechal.
Jan II. z Rožmberka zemřel roku 1472 a novým vladařem se stal šestnáctiletý Jindřich V. z Rožmberka, který si za poručníka zvolil Bohuslava ze Švamberka. Purkrabími na hradě byli Sigmund Schallenberg (1470), Ctibor z Kvasejovic (1474) a Heřman ze Zelenic (1475). Jindřich roku 1473 propustil Děpolta, jehož otec mezitím ve vězení zemřel, a o dva roky později vyplatil lobkovické nároky na Rožmberk. Ještě téhož roku nemocný a nepříliš bystrý Jindřich přenechal titul rožmberského vladaře bratru Vokovi II. z Rožmberka, ale vymínil si, že Rožmberk zůstane jeho sídlem. Jeho purkrabími byli Zachař z Trautenberka a v letech 1476–1477 Petr Stupenský z Houžné. Za něj byl hrad dobyt Řehořem Třeboňským. Bohuslav ze Švamberka proto z uherského zajetí vyzval svého syna Hynka, aby svými oddíly posílil krumlovskou posádku. Brzy poté Rožmberkové hrad získali zpět, protože 9. července 1478 byl purkrabím jejich věrný služebník Jošt z Pruku a od září téhož roku Jan z Vlksic. Koncem patnáctého a na počátku šestnáctého století purkrabský úřad zastávali Jan Sokolík z Dubé (1486, 1499) a Markvart z Doubravice (1493–1515).

### Šestnácté století

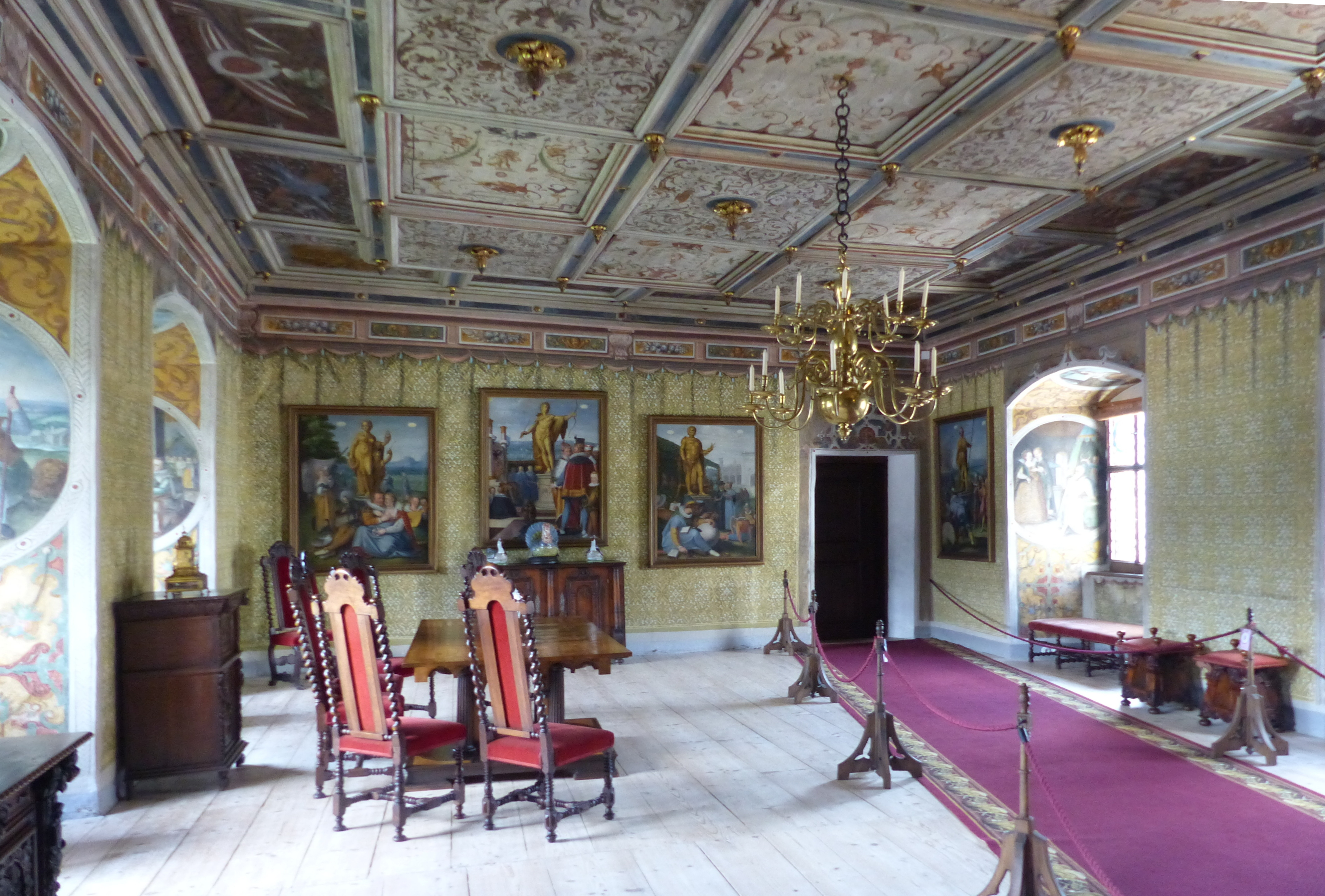
Rytířský sál

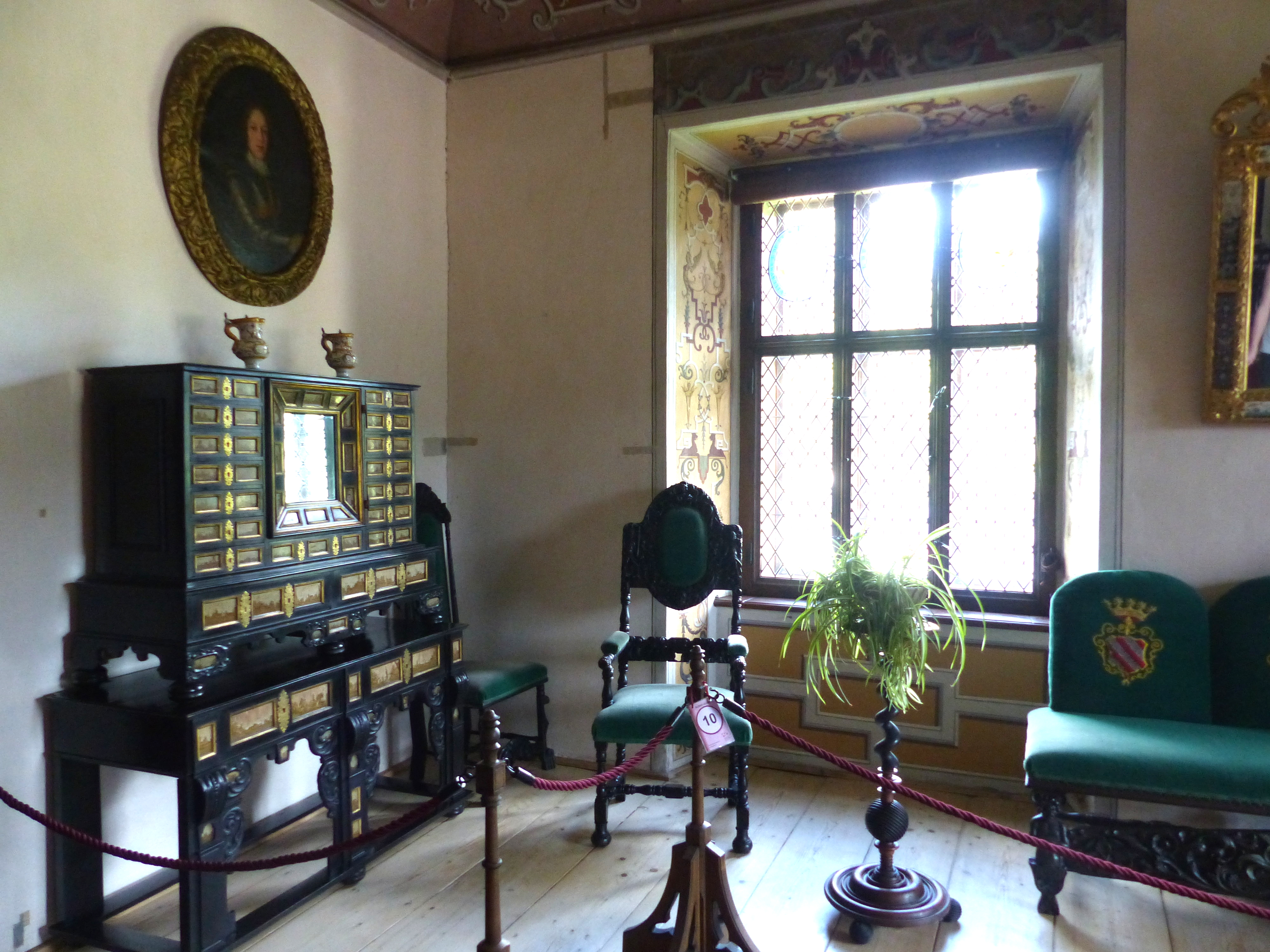
Pokoj Karla Alberta Buquoye

Vok II. spravoval rožmberský majetek do roku 1493, kdy svůj titul ze zdravotních důvodů postoupil Petrovi IV. z Rožmberka. Petr roku 1519 sepsal poslední vůli, podle které měl, v rozporu s rodovými zásadami, polovinu majetku rozdělit mezi své a Vokovi syny a s druhou polovinou mělo být naloženo podle jeho vůle. Roku 1521 tak své statky odkázal Janovi III. z Rožmberka, který je měl užívat do konce svého života a poté měly Rožmberk s Vítkovým kamenem připadnout Janu Holickému ze Šternberka. Novému vladaři, kterým se roku 1523 stal Jindřich VII. z Rožmberka, se za cenu vysokých nákladů podařilo majetek udržet. Mezitím 9. dubna 1522 v Rožmberku vyhořel celý Horní hrad. Jindřich VII. zemřel už v roce 1526 a rožmberskými vladaři se stali Jan III. (1526–1532) a Jošt III. z Rožmberka (1532–2639). Jošt krátce před svou smrtí ustanovil, aby vdova Anna z Rogendorfu mohla užívat výnosy z Rožmberka ve výši 8 750 kop grošů.
V roce 1539 se rožmberským vladařem stal Petr V. z Rožmberka, který nechal do obnovených desk zemských zapsat příslušenství rožmberského hradu. Patřily k němu přilehlé město a Latrán s předměstím, městečka Rožmitál na Šumavě, Dvořiště, Frymburk, několik desítek vesnic a řada dvorů a mlýnů. Svobodný Petr V. zemřel bez potomků a titul vladaře získal jeho synovec Vilém z Rožmberka. Když za něj roku 1556 přebíral Alexander Škol z Grynsperka úřad rožmberského hejtmana, zjistil, že hrad je velmi sešlý. Aby měl hejtman kde bydlet, dal Vilém hrad částečně opravit.
Posledním majitelem z rodu Rožmberků byl od roku 1592 Petr Vok z Rožmberka, který nechal některé interiéry Dolního hradu upravit ve stylu italské renesance. V roce 1597 daroval Petr Vok Rožmberk s příslušenstvím svému synovci, hraběti Janovi Zrinskému ze Serynu, s výminkou, že v případě dřívější Janovy smrti se panství Petru Vokovi vrátí. Proti převodu protestoval Jan Jiří ze Švamberka, protože Švamberkové měli s Rožmberky dohodu, podle níž měli zdědit celý majetek. V roce 1610 proto uzavřeli dohodu, podle níž měli majetek Jana Zrinského zdědit Švamberkové. Roku 1611 smrtí Petra Voka rod Rožmberků vymřel. Jan Zrinský zemřel hned následujícího roku, a pánem celého rozsáhlého majetku se stal Jan Jiří ze Švamberka. Někdy v té době proběhla rozsáhlá přestavba Dolního hradu na renesanční zámek.

### Švamberkové a Buquoyové
Správou panství byl roku 1615 pověřen Janův syn Petr ze Švamberka a o dva roky později Jan Jiří zemřel. Petr ze Švamberka se jako jeden z direktorů zúčastnil stavovského povstání. Už v květnu 1619 však císařský generál hrabě Karel Bonaventura Buquoy dobyl městečko Rožmberk. Poté jeho vojsko odtáhlo, takže stavovská posádka na zámku se udržela, ale po krátkém obléhání v září téhož roku se vzdala, protože se nemohla účinně bránit ostřelování těžkými děly. Císař Ferdinand II. potom 6. února 1620 Rožmberk Karlu Bonaventurovi daroval, aby mu tak uhradil náklady spojené s vydržováním vojska. Hrabě zemřel při obléhání Nových Zámků v roce 1621, ale vdova žila dále na rožmberském zámku a byla poručnicí syna Karla Aberta. Karla Bonaventuru a jeho manželku Marii Magdalenu z Biglia (1573–1654) připomíná erb nad bránou Dolního hradu.
Hlavním sídlem rodu Buquoyů se staly Nové Hrady, ale Rožmberk jim patřil až do roku 1945, kdy byl podle Benešových dekretů znárodněn. Větší stavební úpravy dolního zámku podnikl Albert Jindřich Karel Buquoy v letech 1710–1716, ale rozsáhlou přestavbu v novogotickém slohu realizoval až Jiří Jan Jindřich Buquoy v letech 1840–1857.
Jednotlivými vlastníky z rodu Buquoyů byli:
- 1619–1621 Karel Bonaventura,
- 1621–1663 Karel Albert,
- 1663–1685 Ferdinand Karel,
- 1658–1690 Karel Filip,
- 1690–1703 Filip Karel Emanuel,
- 1703–1714 Albert Jindřich Karel,
- 1714–1750 Karel Kajetán,
- 1750–1767 František Leopold,
- 1767–1803 Jan Nepomuk Josef,
- 1803–1851 Jiří František August,
- 1851–1882 Jiří Jan Jindřich,
- 1882–1884 Jiří Bedřich,
- 1884–1911 Karel Bonaventura,
- 1911–1945 Karel Jiří Jindřich.[zdroj⁠?!]

## Stavební podoba

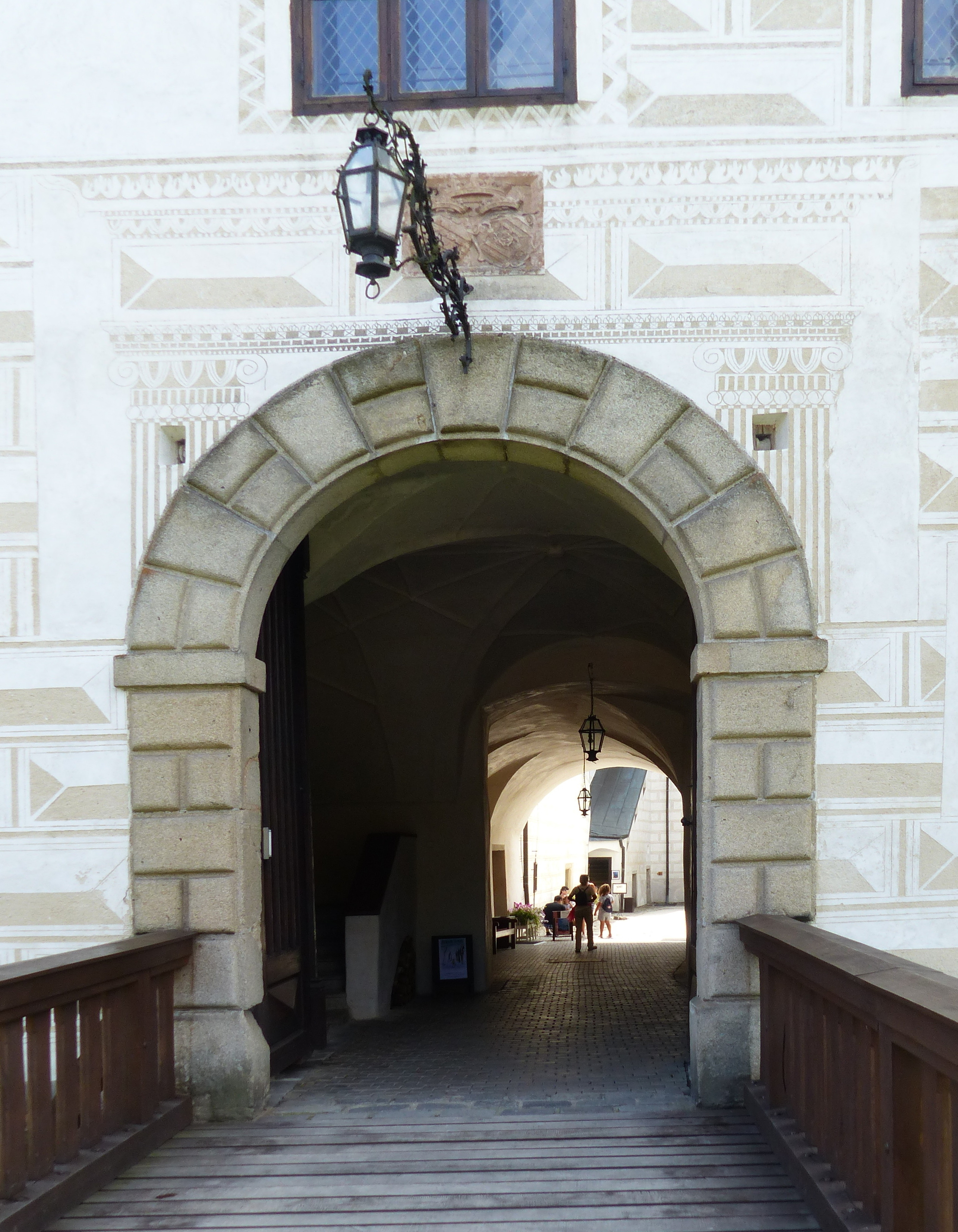
Brána Dolního hradu

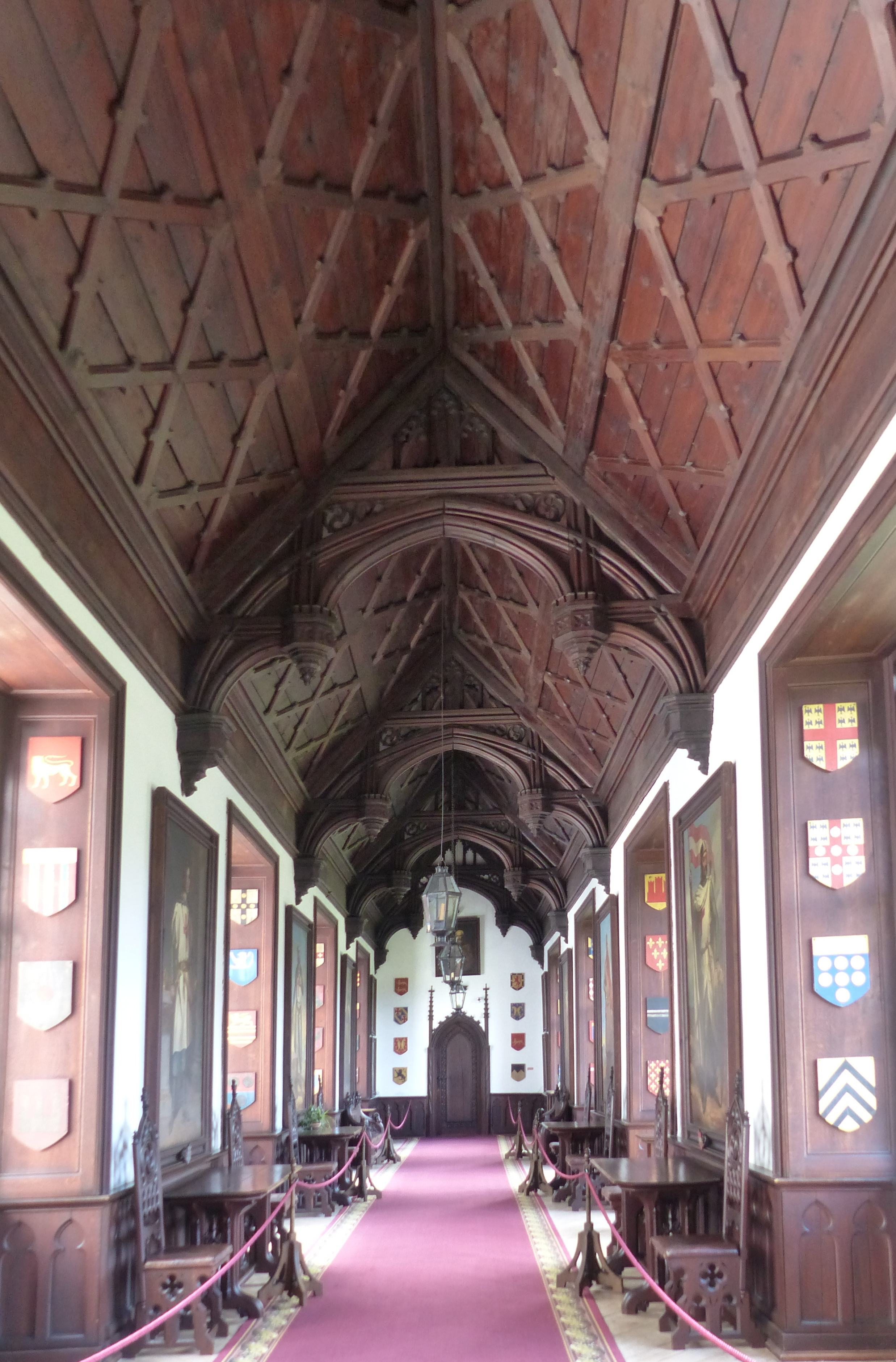
Křižácká galerie

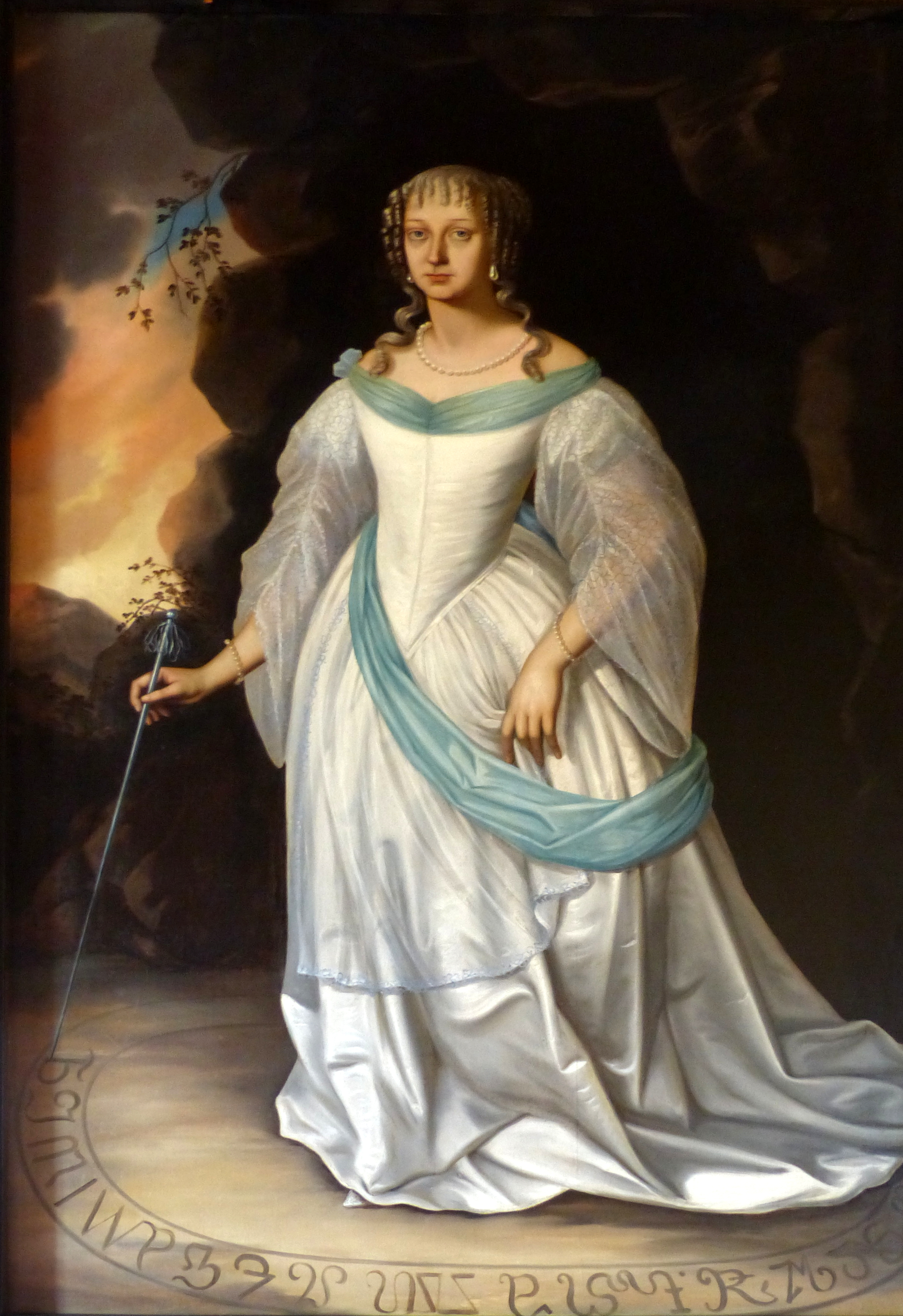
Obraz Perchty z Rožmberka (spojované s Bílou paní)

Zámecký areál zahrnuje přestavěné objekty dvou původně samostatných hradů. Podle Emanuela Pocheho je nejstarší částí Horní hrad s věží Jakobínkou, zatímco Dolní hrad měl být postaven až ve čtrnáctém století. Opačné pořadí vzniku obou hradů uvádí Tomáš Durdík, podle nějž je Dolní hrad jedním z nejstarších šlechtických hradů v Čechách.

### Dolní hrad
Dolní hrad byl postaven na ostrohu obtékaném ze tří stran Vltavou. Historické prameny zmiňují existenci latránu pod hradem, ale jeho podoba je neznámá. Nejstarší částí hradu je pravděpodobně čtverhranná jižní věž (Anglická věž), v jejímž zdivu se dochovalo románské okénko. Čtverhranná podoba věže může souviset s rožmberskými kontakty s oblastí Podunají. Je možné, že původní vstup do hradu se nacházel v sousedství této věže na jižním konci hradu a pozdější brána byla zřízena až po výstavbě Horního hradu. Druhá menší věž byla o něco později postavena na severním konci hradu. Palác se složitým stavebním vývojem stál podél východní hradby.
Přestavba Dolního hradu na renesanční zámek započala roku 1556. Při ní byl zchátralý hrad opraven, došlo ke změnám dispozice interiéru, omítky byly vyzdobeny sgrafity a v předhradí postavena nízká zástavba s bránou do města.
V dochované podobě vede přístupová cesta od severu přes příkop. Do zámku se vstupuje renesančním rustikovým polokruhovým portálem se zbytky manýristických malovaných architektonických článků, za nímž následuje valeně zaklenutý průjezd s lunetami. Nádvorní fasády jsou nečleněné. Podél východní strany se táhne hlavní obytné křídlo, na jehož konci stojí hranolová věž s novogotickým cimbuřím. Stranu proti paláci zaujímá Křižácká galerie s novogotickou výzdobou a otevřeným, bohatě vyřezávaným krovem.
Mezi významné prostory zámku patří tzv. zbrojnice v prvním patře paláce a Rytířský sál. Zbrojnice má nepravidelný lichoběžníkový půdorys a renesanční táflovaný strop podepřený středovými pilíři. Obdélný Rytířský sál má kazetový strop zdobený řezanými šišticemi a manýristickými malbami podle předloh L. Kiliana z roku 1607. Autorem předloh trofejí byl J. Vredeman de Vries. Alegorie lidských povah navrhl Marten de Vos a vyryl R. Sadeler. Výzdobu sálu doplňují manýristické nástěnné malby se znakem Jana Zrinského a Marie Magdalény z Kolovrat z počátku sedmnáctého století.

### Horní hrad

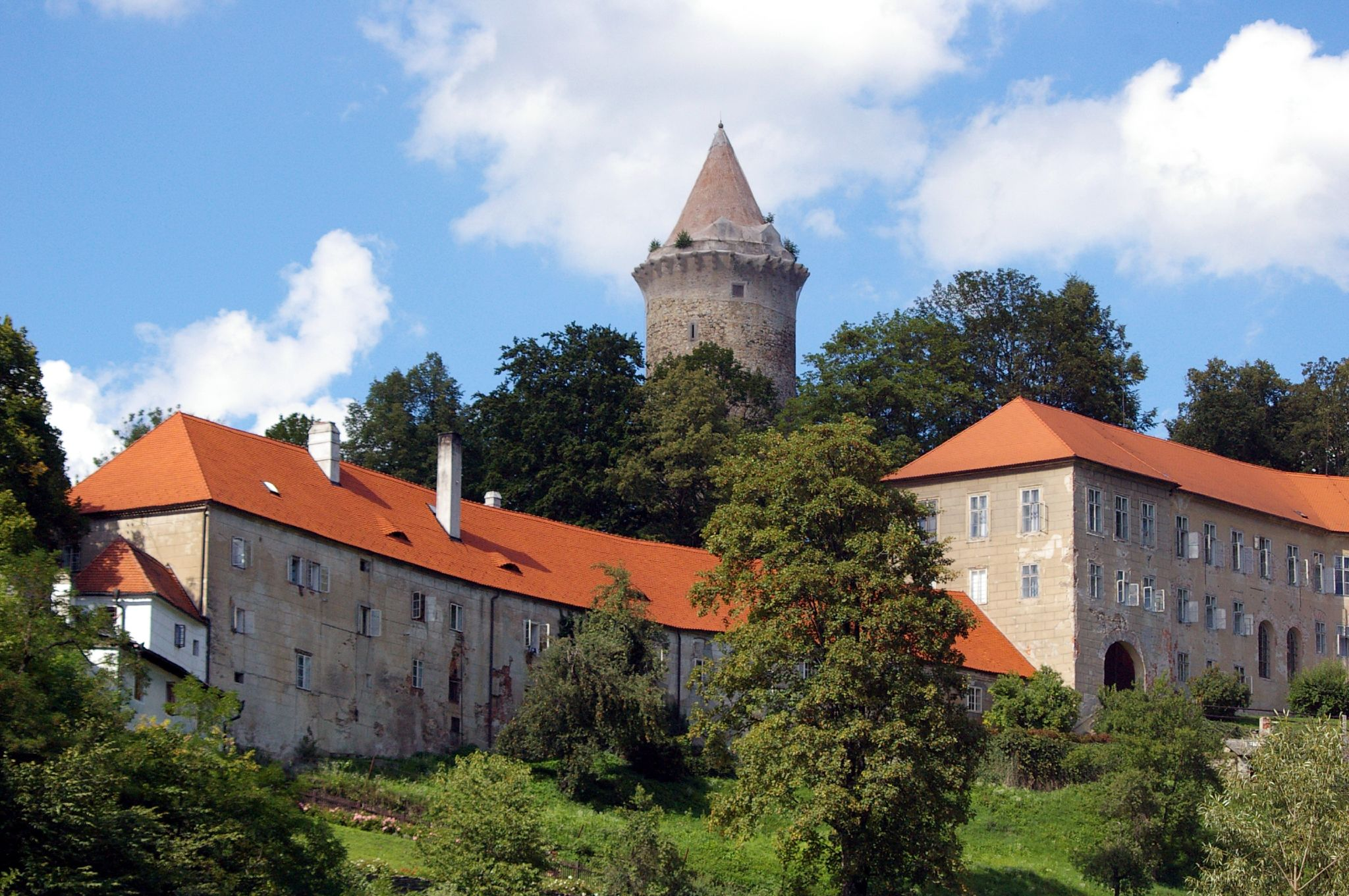
Horní hrad s věží Jakobínkou

Horní hrad byl postaven nejspíše ve čtrnáctém století jako sídlo některého člena rodu Rožmberků. Po požáru v roce 1522 byl z větší části stržen, a jedinou dochovanou částí je okrouhlá věž Jakobínka. Umístění jejího vstupu naznačuje, že nijak nesouvisela s Dolním hradem. Podle Vladislava Razíma věž nebyla součástí staršího hradu, ale částí nedokončeného opevnění, které měli Rožmberkové budovat v letech 1524–1526. Dendrochronologickým datováním dřeva z věže bylo zjištěno, že je ze stromů pokácených v roce 1523. Z této doby jistě pochází zděná střecha věže. Ostatní dřevěné konstrukce jsou položené na ústupcích v síle zdiva, a nelze je proto použít k datování jeho stáří.
Dlouhá dvoupatrová budova v místech horního hradu pochází vznikla při regotizační přestavbě Jiřího Jana Jindřicha Buquoye realizované v letech 1840–1870. Její jižní strana navazuje na nižší renesanční křídlo.

## Expozice
| Rok  | Počet návštěvníků |
| ---- | ----------------- |
| 2012 | 47 557            |
| 2013 | 53 475            |
| 2015 | 60 231            |
| 2016 | 61 613            |
| 2017 | 53 434            |
| 2018 | 48 288            |

Zámek spravovaný Národním památkovým ústavem je v návštěvních hodinách přístupný veřejnosti. V roce 2020 bylo přístupných pět návštěvnických okruhů. Hlavní prohlídková trasa Buquoyské sbírky návštěvníky seznamuje s novogotickým zařízením interiérů a sbírkami shromážděnými rodem Buquoyů. Její součástí je sbírka obrazů, mezi jejichž autory patří Karel Škréta, Jan Kupecký nebo Norbert Grund. Okruh Soukromé pokoje představuje obytné prostory rodiny Jiřího Jana Jindřicha Buquoye z devatenáctého století. K okruhu patří také výstup na Anglickou věž, která je příležitostně přístupná jako samostatná prohlídková trasa. Ve sklepeních se nachází expozice zaměřená na historii hrdelního soudnictví a útrpného práva. Posledním typem prohlídky je okruh přizpůsobený skupinám dětí a žáků.
Rožmberk patří mezi nejnavštěvovanější památkově chráněné objekty v Jihočeském kraji.